# Cypress Landing
 (mai 2025).
Cypress Landing est une census-designated place située dans le comté de Beaufort, dans l’État de Caroline du Nord, aux États-Unis. Lors du recensement de 2020, elle comptait 1 257 habitants.